# D. Luiz (locomotiva)
A D. Luiz, igualmente conhecida como D. Luís, é uma locomotiva a vapor, que se distingue por ser a mais antiga em Portugal. Fabricada em 1862, foi abatida ao serviço em 1921 e restaurada em 1956.

## História
Esta locomotiva foi fabricada em 1862, na  fábrica de Manchester da Beyer, Peacock and Company. Em Setembro do ano seguinte, foi responsável por rebocar o primeiro comboio até à fronteira espanhola. Rebocou várias vezes o comboio real, oferecido à Rainha D. Maria Pia por ocasião do seu casamento com D. Luís I, em 1861.
Com a queda da monarquia portuguesa, em 1910, passou a rebocar comboios de obras entre o Barreiro e a Moita, tendo-se descurado a sua manutenção. Em 1921, quando estava a rebocar um dos comboios de obras, com três carruagens e um furgão, um dos tubos rebentou, provocando uma queda na pressão, embora a locomotiva ainda tenha conseguido terminar a sua viagem. Na viagem de regresso, ainda conseguiu chegar ao Barreiro-A, tendo sido necessário chamar outra locomotiva para a rebocar até à estação do Barreiro. Terminou assim os seus serviços regulares, tendo sido encostada junto com ferro-velho, aguardando a sua destruição. No entanto, por ocasião do primeiro centenário dos caminhos de ferro portugueses, em 1956, foi completamente restaurada. Em 1970, foi realizado um inventário do acervo histórico da Companhia dos Caminhos de Ferro Portugueses, para a formação de um núcleo museológico, tendo esta locomotiva sido incluída, como a mais antiga em Portugal.
Entre Abril e Setembro de 2010, esta locomotiva esteve presente na exposição Royal Class Regal Journeys, no museu dos caminhos de ferro de Utreque, na Holanda, como parte do comboio real.

## Caracterização
Esta locomotiva apresenta os traços típicos de uma locomotiva de roda livre, no estilo inglês. Pode exercer até 3000 kg de esforço de tracção, e o timbre da caldeira é de 9 kg/cm². A iluminação é realizada por acetileno. A capacidade máxima da locomotiva é de 6600 litros de água, e 3000 kg de carvão.

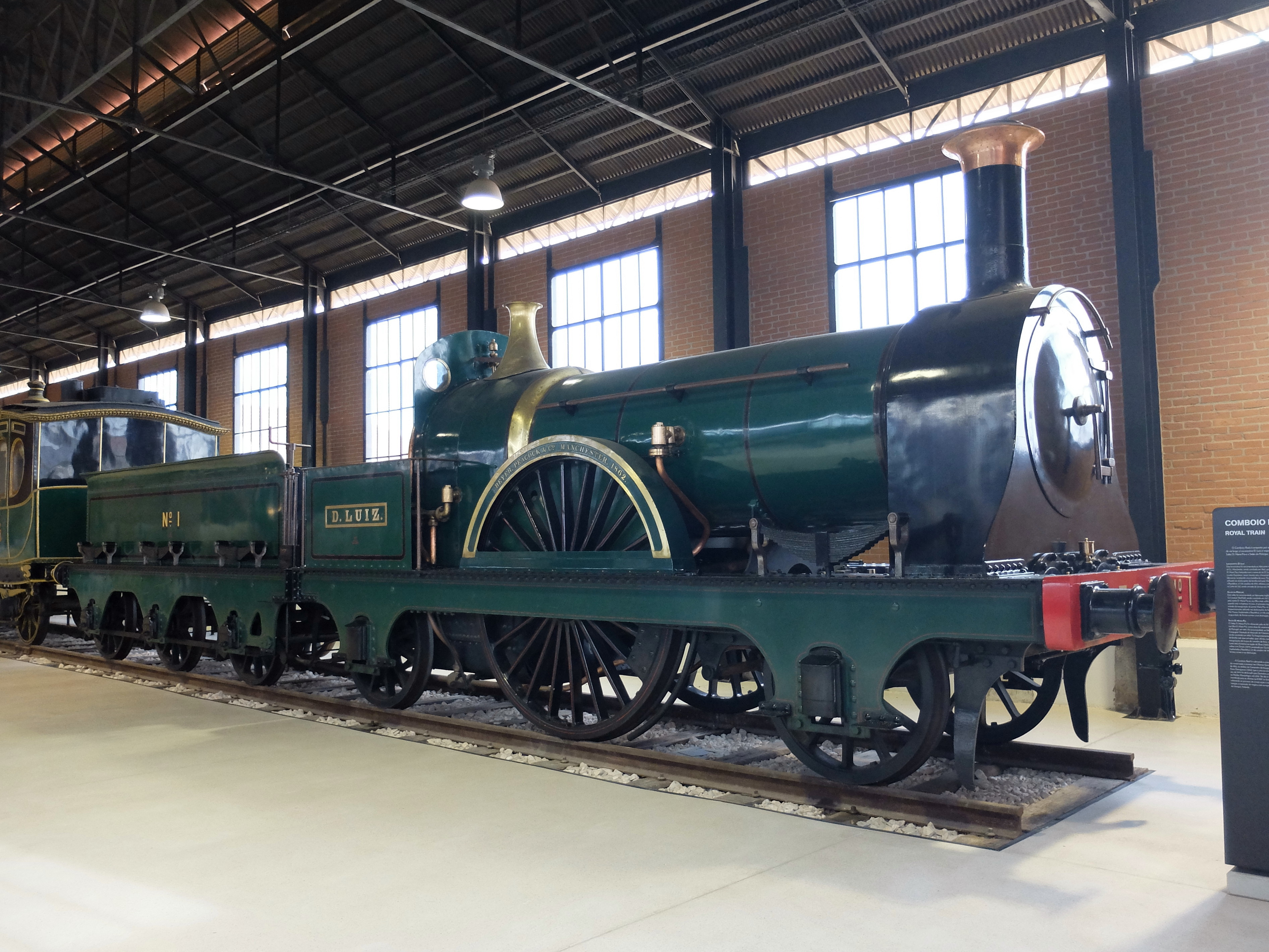
Locomotiva D. Luiz no Museu Nacional Ferroviário, em 2016.

## Ficha técnica
- Fabricante: Beyer Peacock[3]
- Ano de fabrico: 1862[3]
- Capacidade de aprovisionamento:
  - Água: 6600 l[3]
  - Carvão: 3000 Kg[3]
- Iluminação: Acetilene[3]
- Timbre da caldeira: 9 Kg/cm2[3]
- Esforço de Tracção: 3000 Kg[3]